# Mouhers
Mouhers település Franciaországban, Indre megyében. Lakosainak száma 205 fő (2022. január 1.). Mouhers Cluis, Gournay, Neuvy-Saint-Sépulchre és Saint-Denis-de-Jouhet községekkel határos.

## Népesség
A település népességének változása:
| Lakosok száma | 370  | 301  | 269  | 242  | 240  | 231  | 229  | 216  | 210  | 205  |
|               | 1968 | 1982 | 1990 | 2006 | 2013 | 2015 | 2017 | 2019 | 2020 | 2022 |